# Алексей Горбунов
Алексей Сергеевич Горбунов (роден на 29 октомври 1961 г.) е украински театрален и кино актьор.
Известен е с ролята си на кралския шут Шико в сериала „Графиня дьо Монсоро“. Участва в редица филми, измежду които е „12“ на Никита Михалков.